# Syntrichia buchtienii
Syntrichia buchtienii là một loài Rêu trong họ Pottiaceae. Loài này được (Herzog) Cano & M. T. Gallego mô tả khoa học đầu tiên năm 2008.